# Troglothele coeca
Troglothele coeca is een spinnensoort uit de familie Barychelidae. De soort komt voor in Cuba.